# Giovanni Fabriciaco
Giovanni Fabriciaco o Fabriaco (en latín, Iohannes Fabriciacus o Fabriacus) fue un militar del siglo VIII que gobernó la Venecia bizantina con el título de magister militum (c. 741). También es conocido como Giovanni Fabriciazio o Fabriciato. En obras antiguas su nombre es castellanizado como Juan Fabriciaco o Juan Fabrician.
Hacia 741 el exarca de Rávena, la máxima autoridad de la Italia bizantina, eligió a Fabriciaco como sucesor de Gioviano Ipato al frente del gobierno de la Laguna veneciana. Fabriciaco, al igual que sus predecesores, debería haber gobernado Venecia durante un año, pero el poder bizantino en Italia disminuía rápidamente y su autoridad era cada vez más débil. Una revuelta popular acabó de forma violenta con su gobierno al tiempo que ponía fin al período de los magistri militum. La revuelta había sido instigada por el ex-magister militum Teodato y sus partidarios y fue a él al que los venecianos designaron como su nuevo líder. Sin embargo, y al igual que ocurriera hacia 727 con su padre, Orso, Teodato recibió el título de dux (literalmente «líder» en latín).
Una vez depuesto, Fabriciaco fue cegado, una forma de tortura común en el mundo bizantino y reservada generalmente para los usurpadores. Y tras este suplicio fue enviado al exilio.
Con la destitución de Fabriciaco acabó el período de los magister militum. La institución ducal restaurada perduraría como forma de gobierno hasta que en 1797 las tropas napoleónicas depusieron al último dux de Venecia.